# Otto von der Schulenburg (Generalmajor)
Wilhelm August Otto von der Schulenburg (* 2. Dezember 1834 in Berlin; † 5. Januar 1923 in Göttingen) war ein preußischer Generalmajor.

## Leben

### Herkunft
Otto entstammte dem altmärkischen Uradelsgeschlecht derer von der Schulenburg. Er war der Sohn des Oberstleutnants Friedrich Wilhelm von der Schulenburg (1788–1866) und dessen Ehefrau Henriette Charlotte, geborene von Bomsdorff (1798–1889). Sein jüngerer Bruder Werner (1836–1903) schlug ebenfalls eine Militärkarriere ein und brachte es bis zum Generalleutnant.

### Militärkarriere
Schulenburg besuchte in seiner Jugend die Realschule in Frankfurt (Oder) und dann das Gymnasium in Dessau. Anschließend war er ab Mai 1847 Kadett in Potsdam und vier Jahre später in Berlin. Am 29. April 1854 wurde er als Sekondeleutnant dem 27. Infanterie-Regiment der Preußischen Armee überwiesen. Vom 1. Oktober 1859 bis 31. Juli 1862 kommandierte man ihn zur weiteren Ausbildung zur Kriegsakademie. Hier wurde Schulenburg zwischenzeitlich am 13. Dezember 1860 zum Premierleutnant befördert. 1864 machte er während des Deutsch-Dänischen Krieges die Belagerung und Erstürmung der Düppeler Schanzen mit.
Im weiteren Verlauf seiner Militärkarriere wurde Schulenburg als Oberst am 13. Januar 1885 zum Kommandeur des Infanterie-Regiments Nr. 129 ernannt. Am 5. Februar 1887 stellte man ihn à la suite des Regiments und ernannte ihn zum Kommandanten von Sonderburg-Düppel. Schulenburg erhielt am 18. August 1888 den Charakter als Generalmajor sowie am 10. September 1890 für seine langjährigen Verdienste den Kronenorden II. Klasse. Am 17. November 1892 wurde er schließlich mit Pension unter Verleihung des Roten Adlerordens II. Klasse mit Eichenlaub zur Disposition gestellt. Anlässlich seines 60-jährigen Dienstjubiläums verlieh ihm Wilhelm II. am 29. April 1914 den Stern zum Kronenorden II. Klasse.

### Familie
Schulenburg heiratete am 25. Mai 1867 in Berlin Hedwig Katharine Luise Hanssen (1845–1932). Sie war die Tochter des Nationalökonomen und Agrarhistorikers Georg Hanssen (1809–1894) und dessen Ehefrau Maria. Aus der Ehe gingen folgende Kinder hervor:
- Marie Luise Henriette Helene (* 1868) ⚭ Alfred von der Marwitz, preußischer Oberstleutnant
- Wilhelm Otto Werner Georg (1872–1933), preußischer Hauptmann
- Friedrich Wilhelm Otto (1888–1972), Landrat in Northeim